# Château de Trigonant
Le château de Trigonant est un château français implanté sur la commune d'Antonne-et-Trigonant dans le département de la Dordogne, en région Nouvelle-Aquitaine.
Il fait l'objet d'une protection au titre des monuments historiques.

## Présentation

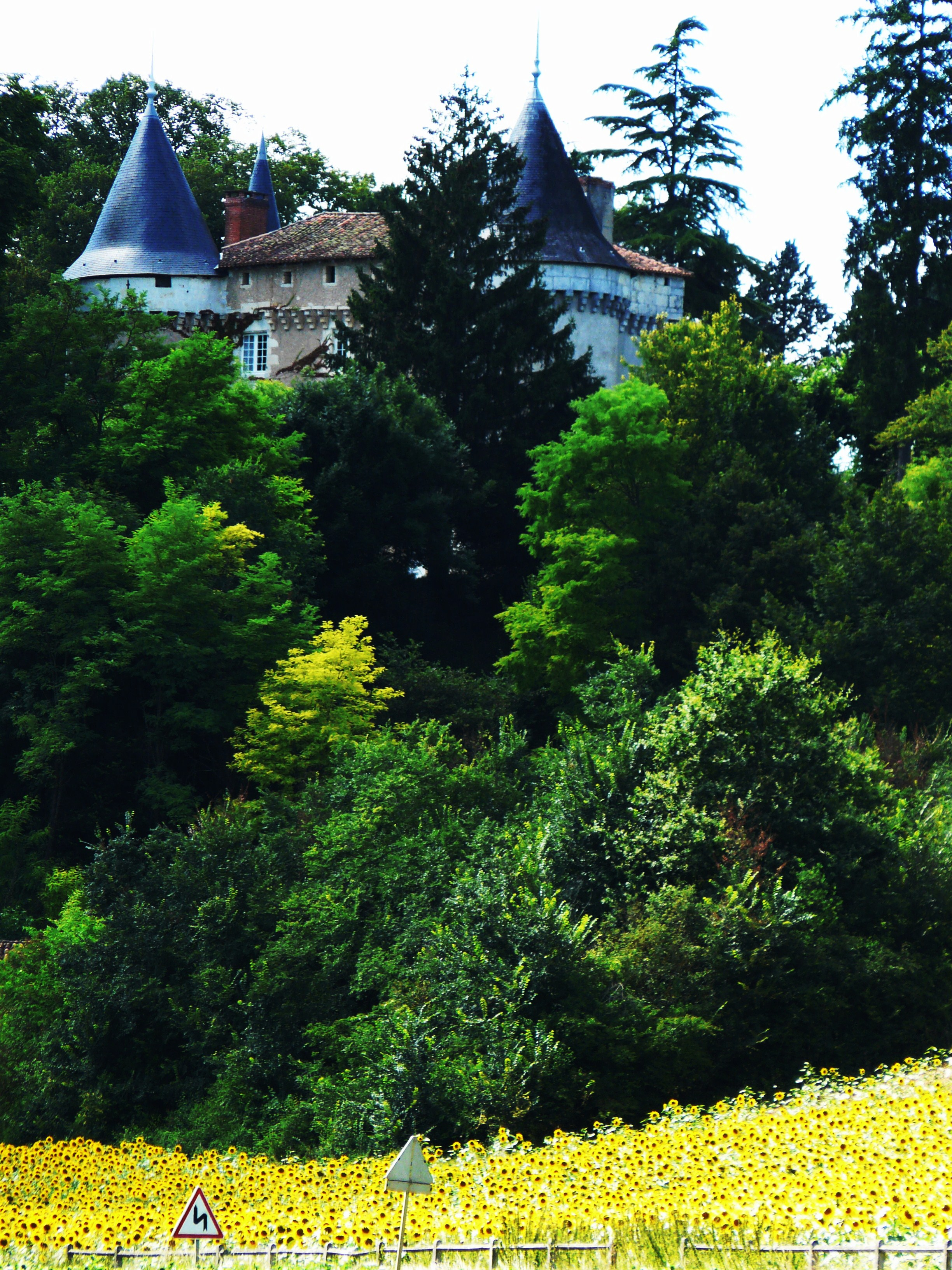
Le château de Trigonant.

Le château de Trigonant se situe au centre du département de la Dordogne, en bordure de la route nationale 21, à moins d'un kilomètre au sud-est du bourg d'Antonne.
Établi sur une hauteur surplombant la vallée de l'Isle, il se présente sous la forme d'un petit logis orienté nord-est - sud-ouest, flanqué de quatre tours, le tout entouré de mâchicoulis. C'est une propriété privée.
Il est inscrit au titre des monuments historiques depuis le 12 octobre 1948.

## Historique
Sur les bases d'un ancien repaire noble qui dépendait de la châtellenie d'Auberoche, le château actuel fut construit au XVe siècle.